# Simón Feldman
Simón Feldman (Buenos Aires, 12 de enero de 1922 - 16 de octubre de 2015) fue un director de cine, guionista, crítico y pintor argentino que nació en Buenos Aires, Argentina.
Realizó sus estudios y trabajos, en las distintas áreas, tanto en la Argentina como en Europa, especialmente en Francia. Estudió cine en el IDHEC (Institut des Hautes études Cinematographiques) de París en 1953. De regreso en Buenos Aires fue cofundador del “Seminario de cine de Buenos Aires”, se dedicó a la docencia y escribió varios libros sobre cine y pintura entre los que se cuentan, La generación del 60 y Cine, técnica y lenguaje. Su filmografía comprende largometrajes, mediometrajes y cortometrajes, algunos de ellos del género documental. 
Sus primeros filmes fueron Un teatro independiente (1954) y El negoción (1959) (no estrenado comercialmente). En 1960 dirigió el largometraje Los de la mesa 10 con María Aurelia Bisutti y Emilio Alfaro, que tuvo elogios de la crítica. 
El 28 de marzo de 2000 le fue entregado el Premio Cóndor de Plata a la trayectoria por parte de la Asociación de Cronistas Cinematográficos de la Argentina.

## Filmografía
Director
- Memorias y olvidos (1987)
- Happy End (cortometraje)  (1982)
- Caraballo mató un gallo (cortometraje) (1976)
- Los cuatro secretos (1975)
- Tango argentino (1969)

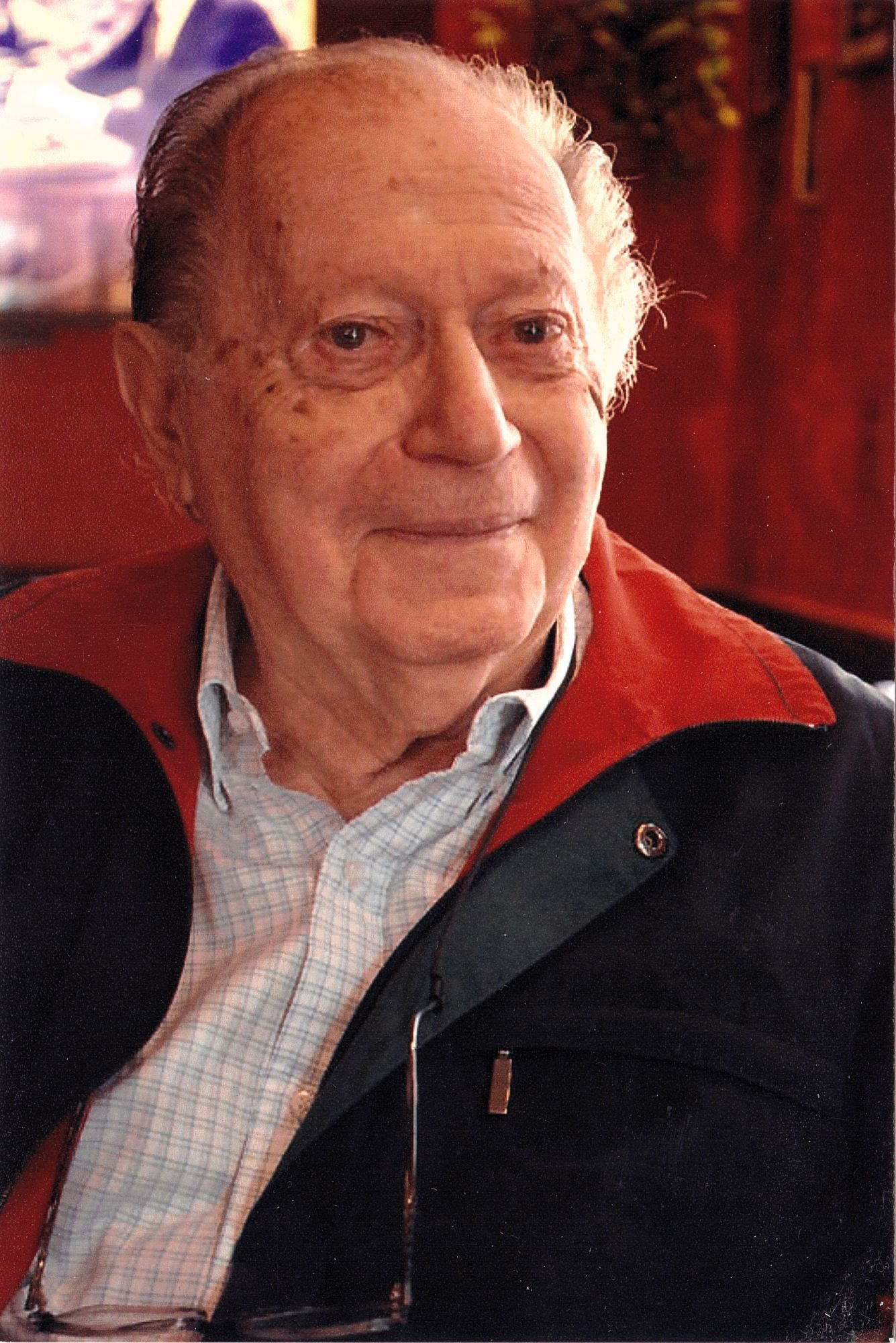

- Génesis del Chaco (cortometraje)  (1965)
- Mundo nuevo  (cortometraje) (1965)
- Grabado argentino  (cortometraje) (1961)
- Gambartes, pintor del litoral (cortometraje)  (1960)
- Los de la mesa 10 (1960)
- El negoción (1959)
- Un teatro independiente (cortometraje) (1954)

Guionista
- Memorias y olvidos (1987)
- Los cuatro secretos (1976)
- Mundo nuevo  (cortometraje)  (1965)
- Los de la mesa 10 (1960)
- El negoción (1959)

Animación
- Castelao (Biografía de un ilustre gallego) (1980)
- Los cuatro secretos (1976)

Productor
- Mundo nuevo  (cortometraje)  (1965)

Director de fotografía
- El negoción (1959)

Editor
- El negoción (1959)

Obras:
- El director de cine: técnicas y herramientas
- Guion argumental; Guion documental
- La fascinación del movimiento
- La realización cinematográfica
- El cine: cara y ceca
- La generación del 60
- La composición de la imagen en movimiento